# Реквием (Секретные материалы)
«Реквием» (англ. «Requiem») — 22-й эпизод, завершающий 7-й сезон американского научно-фантастического сериала «Секретные материалы». Премьера состоялась 21 мая 2000 года на телеканале FOX. Эпизод позволяет более подробно раскрыть так называемую «мифологию сериала», заданную в пилотной серии.
Режиссёр — Ким Мэннэрс, автор сценария — Крис Картер, приглашённые звёзды — Митч Пиледжи, Леон Рассом, Лори Холден, Николас Леа, Эдди Кэй Томас, Джадд Трихтер, Закари Энсли, Гретхен Бэкер, Уильям Брюс Дэвис, Ричард Риел, Сара Коскофф, Дэрин Купер, Том Брэйдвуд, Дин Хэглунд, Брюс Харвуд и Брайан Томпсон.
В США серия получила рейтинг домохозяйств Нильсена, равный 8,9, который означает, что в день выхода серию посмотрели 15,26 миллиона человек.
Главные герои серии — Фокс Малдер (Дэвид Духовны) и Дана Скалли (Джиллиан Андерсон), агенты ФБР, расследующие сложно поддающиеся научному объяснению преступления, называемые Секретными материалами.

## Сюжет
Малдер и Скалли возвращаются на место своего первого расследования, где происходит серия похищений. В лесу, по рассказам очевидцев, упала летающая тарелка. На месте у Скалли ухудшается здоровье, поэтому Малдер, считая, что она в опасности, отстраняет её от дела. Она изучает дело  Билли Майлса (который был похищен и возвращен) и узнает, что его энцефалограмма мозга сходна с энцефалограммой Малдера. Это означает, что Малдер может быть похищен. Тем временем Курильщик на смертном одре дает последнее поручение Марите Коваррубиас и Алексу Крайчеку: возродить проект. Скиннер с Малдером отправляются на место нахождения НЛО, и Малдера похищают. В это время Скалли узнает, что беременна, и делится этой новостью со Скиннером.